# Euroligue de basket-ball 2005-2006
Navigation
Édition précédente Édition suivante
L’Euroligue 2005-2006 est la 49e édition de l’Euroligue masculine, compétition qui rassemble les meilleurs clubs de basket-ball du continent européen. 
L’édition 2005-2006 mit aux prises 24 équipes. Lors du premier tour, ces vingt-quatre équipes furent réparties en trois groupes de huit. Les cinq premiers de chaque groupe ainsi que le meilleur sixième furent qualifiés pour le Top 16.

## Équipes participantes et groupes
| Groupe A Tau Vitoria Fortitudo Bologne AEK Athènes Strasbourg IG Union Ljubljana Žalgiris Kaunas Benetton Trévise GHP Bamberg | Groupe B Cibona Zagreb LR Vilnius Maccabi Tel-Aviv PT Sopot Olimpia Milan EP İstanbul FC Barcelone Olympiakos | Groupe C Ülker İstanbul Panathinaïkos CSKA Moscou Montepaschi Sienne KK Partizan Belgrade EB Pau-Orthez Real Madrid Unicaja Malaga |

## Déroulement

### 1ertour

#### Groupe A
| - 1re journée Vitoria - Bologne : 77 - 69 AEK Athènes - Strasbourg : 73 - 71 Ljubljana - Kaunas : 75 - 78 Trévise - Bamberg : 76 - 68 - 2e journée Bologne - AEK Athènes : 88 - 55 Strasbourg - Trévise : 76 - 78 (ap) Kaunas - Vitoria : 63 -58 Bamberg - Ljubljana : 81 - 80 - 3e journée Ljubljana - Vitoria : 70 - 87 Bamberg - Strasbourg : 73 - 60 AEK Athènes - Kaunas : 80 - 65 Trévise - Bologne : 94 - 84 - 4e journée Bologne - Bamberg : 94 - 64 Vitoria - AEK Athènes : 77 - 62 Strasbourg - Ljubljana : 90 - 82 Kaunas - Trévise : 88 - 70 - 5e journée Trévise - Vitoria : 92 - 96 (ap) Strasbourg - Bologne : 75 - 78 Ljubljana - AEK Athènes : 81 - 72 Bamberg - Kaunas : 72 - 79 - 6e journée Vitoria - Bamberg : 77 - 59 AEK Athènes - Trévise : 57 - 83 Ljubljana - Bologne : 87 - 80 (ap) Kaunas - Strasbourg : 72 - 63 - 7e journée Strasbourg - Vitoria : 84 - 76 Trévise - Ljubljana : 81 - 66 Bamberg - AEK Athènes : 71 - 61 Bologne - Kaunas : 75 - 64 |  | - 1re journée Bologne - Vitoria : 86 - 66 Strasbourg - AEK Athènes : 70 - 66 Kaunas - Ljubljana : 80 - 79 Bamberg - Trévise : 92 - 85 - 2e journée AEK Athènes - Bologne : 82 - 75 Trévise - Strasbourg : 83 - 78 Vitoria - Kaunas : 94 - 73 Ljubljana - Bamberg : 57 - 59 - 3e journée Vitoria - Ljubljana : 91 - 63 Strasbourg - Bamberg : 68 - 71 Kaunas - AEK Athènes : 87 - 70 Bologne - Trévise : 84 - 65 - 4e journée Bamberg - Bologne : 67 - 76 AEK Athènes - Vitoria : 60 - 87 Ljubljana - Strasbourg : 82 - 68 Trévise - Kaunas : 82 - 76 - 5e journée Vitoria - Trévise :81 - 73 Bologne - Strasbourg : 71 - 47 AEK Athènes - Ljubljana :68 - 77 Kaunas - Bamberg : 85 - 65 - 6e journée Bamberg - Vitoria : 68 - 73 Trévise - AEK Athènes : 103 - 83 Bologne - Ljubljana : 68 - 65 Strasbourg - Kaunas : 68 - 73 - 7e journée Vitoria - Strasbourg : 80 - 54 Ljubljana - Trévise : 95 - 77 AEK Athènes - Bamberg : 51 - 65 Kaunas - Bologne : 81 - 86 |

| Rang | Equipe             | Pts | J  | V  | D  | Bp   | Bc   | Diff |
| ---- | ------------------ | --- | -- | -- | -- | ---- | ---- | ---- |
| 1    | Vitoria            | 24  | 14 | 10 | 4  | 1130 | 976  | 102  |
| 2    | Fortitudo Bologne  | 24  | 14 | 10 | 4  | 1114 | 989  | 177  |
| 3    | Kaunas             | 23  | 14 | 9  | 5  | 1065 | 1037 | 28   |
| 4    | Benetton Trevise   | 22  | 14 | 8  | 6  | 1142 | 1134 | 8    |
| 5    | Bamberg            | 21  | 14 | 7  | 7  | 975  | 1023 | -48  |
| 6    | Olimpija Ljubljana | 19  | 14 | 5  | 9  | 1059 | 1080 | -21  |
| 7    | Strasbourg         | 17  | 14 | 3  | 11 | 972  | 1058 | -86  |
| 8    | AEK Athènes        | 17  | 14 | 3  | 11 | 940  | 1100 | -160 |

#### Groupe B
| - 1re journée Zagreb - Vilnius - : 68 - 57 Maccabi Tel-Aviv - Sopot : 95 - 68 Milan - EP Istanbul : 66 - 71 FC Barcelone - Olympiakos : 86 - 70 - 2e journée Vilnius - Milan : 59 - 65 Sopot - Zagreb : 80 - 64 Olympiakos - Tel-Aviv : 83 - 78 EP Istanbul - FC Barcelone : 66 - 63 - 3e journée Tel-Aviv - Zagreb : 83 - 74 Milan - Sopot : 71 - 92 FC Barcelone - Vilnius : 91 - 97 Olympiakos - EP Istanbul : 75 - 78 (ap) - 4e journée Vilnius - Olympiakos : 78 - 67 Zagreb - Milan : 67 - 60 EP Istanbul - Tel-Aviv : 90 - 88 Sopot - FC Barcelone : 60 - 65 - 5e journée Olympiakos - Sopot : 70 - 65 EP Istanbul - Vilnius : 51 - 72 Tel-Aviv - Milan : 96 - 95 (ap2) FC Barcelone - Zagreb : 97 - 53 - 6e journée Tel-Aviv - Vilnius : 86 - 92 Sopot - EP Istanbul : 75 - 82 Zagreb - Olympiakos : 74 - 62 Milan - FC Barcelone : 70 - 58 - 7e journée Olympiakos - Milan : 89 - 67 EP Istanbul - Zagreb : 71 - 77 Vilnius - Sopot : 82 - 69 FC Barcelone - Tel-Aviv : 78 - 88 |  | - 1re journée Vilnius - Zagreb : 80 - 52 Sopot - Maccabi Tel-Aviv : 59 - 81 EP Istanbul - Milan : 85 - 57 Olympiakos - FC Barcelone : 80 - 68 - 2e journée Milan - Vilnius : 95 - 101 (ap) Zagreb - Sopot :71 - 61 Tel-Aviv - Olympiakos : 101 - 95 FC Barcelone - EP Istanbul :79 - 74 - 3e journée Zagreb - Tel-Aviv : 66 - 94 Sopot - Milan : 73-60 Vilnius - FC Barcelone : 61 - 71 EP Istanbul - Olympiakos : 77 - 69 - 4e journée Olympiakos - Vilnius : 65 - 63 Milan - Zagreb : 84 - 64 Tel-Aviv - EP Istanbul : 88 - 81 FC Barcelone - Sopot : 99 - 80 - 5e journée Sopot - Olympiakos : 79 - 77 Vilnius - EP Istanbul : 65 - 74 Milan - Tel-Aviv : 94 -71 Zagreb - FC Barcelone : 57 77 - 6e journée Vilnius - Tel-Aviv : 88 - 83 EP Istanbul - Sopot : 76 - 61 Olympiakos - Zagreb : 99 - 70 FC Barcelone - Milan : 75 - 77 - 7e journée Milan - Olympiakos : 75 - 84 Zagreb - EP Istanbul : 60 - 49 Sopot - Vilnius: 75 - 73 Tel-Aviv - FC Barcelone : 88 - 72 |

| Rang | Equipe               | Pts | J  | V | D | Bp   | Bc   | Diff |
| ---- | -------------------- | --- | -- | - | - | ---- | ---- | ---- |
| 1    | Maccabi Tel-Aviv     | 23  | 14 | 9 | 5 | 1220 | 1135 | 85   |
| 2    | Efen Pilsen Istanbul | 23  | 14 | 9 | 5 | 1025 | 995  | 30   |
| 3    | Rytas                | 22  | 14 | 8 | 6 | 1068 | 1012 | 56   |
| 4    | Barcelone            | 21  | 14 | 7 | 7 | 1079 | 1021 | 58   |
| 5    | Olympiakos           | 21  | 14 | 7 | 7 | 1085 | 1059 | 26   |
| 6    | Cibona Zagreb        | 20  | 14 | 6 | 8 | 917  | 1054 | -137 |
| 7    | Sopot                | 19  | 14 | 5 | 9 | 997  | 1066 | -69  |
| 8    | Milan                | 19  | 14 | 5 | 9 | 1036 | 1085 | -49  |

#### Groupe C
| - 1re journée Ulker Istanbul - Panathinaïkos : 66 - 82 CSKA Moscou - Sienne : 69 - 74 Partizan Belgrade - Pau-Orthez : 57 - 82 Real Madrid - Malaga : 88 - 77 - 2e journée Panathinaïkos - CSKA Moscou : 92 -82 Pau-Orthez - Real Madrid : 50 - 69 Malaga - Ulker Istanbul : 70 - 57 Sienne -Partizan Belgrade : 66 - 59 - 3e journée Partizan Belgrade - Real Madrid : 63 - 75 Ulker Istanbul - Pau-Orthez : 87 - 55 CSKA Moscou - Malaga : 87 - 63 Sienne - Panathinaïkos : 78 - 82 - 4e journée Pau-Orthez - CSKA Moscou : 55 - 69 Panathinaïkos - Partizan Belgrade : 81 - 62 Malaga - Sienne : 82 - 60 Real Madrid - Ulker Istanbul : 70 - 58 - 5e journée CSKA Moscou - Real Madrid : 64 - 52 Partizan Belgrade - Ulker Istanbul : 85 - 69 Sienne - Pau-Orthez : 77 - 72 Malaga - Panathinaïkos : 82 - 79 - 6e journée Partizan Belgrade - Malaga : 67 - 86 Pau-Orthez - Panathinaïkos : 67 - 82 Ulker Istanbul - CSKA Moscou : 49 - 82 Real Madrid - Sienne : 65 - 61 - 7e journée CSKA Moscou - Partizan Belgrade : 89 - 58 Sienne - Ulker Istanbul : 70 - 74 Panathinaïkos - Real Madrid : 87 - 71 Malaga - Pau-Orthez : 81 - 73 |  | - 1re journée Panathinaïkos - Ulker Istanbul : 85 - 69 Sienne - CSKA Moscou : 66 - 75 Pau-Orthez - Partizan Belgrade : 77 - 69 Malaga - Real Madrid : 71 - 61 - 2e journée CSKA Moscou - Panathinaïkos : 84 - 89 Real Madrid - Pau-Orthez : 79 - 83 Ulker Istanbul - Malaga : 76 - 83 Partizan Belgrade - Sienne : 75 - 73 - 3e journée Real Madrid - Partizan Belgrade : 85 - 68 Pau-Orthez - Ulker Istanbul : 85 - 95 Malaga - CSKA Moscou : 77 - 72 Panathinaïkos - Sienne : 89 - 79 - 4e journée CSKA Moscou - Pau-Orthez : 97 - 74 Partizan Belgrade - Panathinaïkos : 93 - 94 Sienne - Malaga : 70 - 82 Ulker Istanbul - Real Madrid : 75 - 79 - 5e journée Real Madrid - CSKA Moscou : 71 - 80 (ap) Ulker Istanbul - Partizan Belgrade : 100 - 64 Pau-Orthez - Sienne : 86 - 79 Panathinaïkos - Malaga :93 - 95 - 6e journée Malaga - Partizan Belgrade : 83 - 79 (ap) Panathinaïkos - Pau-Orthez : 94 - 62 CSKA Moscou - Ulker Istanbul : 74 - 51 Sienne - Real Madrid : 77 - 74 - 7e journée Partizan Belgrade - CSKA Moscou : 79 - 92 Ulker Istanbul- Sienne : 74 - 71 Real Madrid - Panathinaïkos : 73 - 90 Pau-Orthez - Malaga : 53 - 68 |

| Rang | Equipe            | Pts | J  | V  | D  | Bp   | Bc   | Diff |
| ---- | ----------------- | --- | -- | -- | -- | ---- | ---- | ---- |
| 1    | Panathinaïkos     | 26  | 14 | 12 | 2  | 1219 | 1063 | 56   |
| 2    | Unicaja Malaga    | 26  | 14 | 12 | 2  | 1100 | 1015 | 85   |
| 3    | CSKA Moscou       | 24  | 14 | 10 | 4  | 1116 | 950  | 166  |
| 4    | Real Madrid       | 21  | 14 | 7  | 7  | 1012 | 1004 | 8    |
| 5    | Ulker Istanbul    | 19  | 14 | 5  | 9  | 1000 | 1055 | -55  |
| 6    | Pau-Orthez        | 18  | 14 | 4  | 10 | 971  | 1103 | -132 |
| 7    | Sienne            | 18  | 14 | 4  | 10 | 1001 | 1055 | -54  |
| 8    | Partizan Belgrade | 16  | 14 | 2  | 12 | 978  | 1152 | -174 |

### 2etour
les deux premiers de chaque groupe sont qualifiés pour des quarts de finale qui se disputent au meilleur des trois matchs.

#### Groupe D
| - 1er journée Olympiakos - Malaga : 87 - 84 Kaunas - Barcelone : 85 - 86 - 2e journée Olympiakos - Kaunas : 78 - 69 Malaga - FC Barcelone : 68 - 71 - 3e journée Kaunas - Malaga : 66 - 79 Barcelone - Olympiakos : 76 - 72 |  | - 4e journée Unicaja Malaga - Olympiakos : 75 - 87 Barcelone - Kaunas : 81 - 69 - 5e journée Unicaja Malaga - Kaunas : 68 - 64 Olympiakos - Barcelone : 67 - 74 - 6e journée Barcelone - Malaga : 60 - 73 Kaunas - Olympiakos :72 - 99 |

| Rang | Equipe         | Pts | J | V | D | Bp  | Bc  | Diff |
| ---- | -------------- | --- | - | - | - | --- | --- | ---- |
| 1er  | Barcelone      | 11  | 6 | 5 | 1 | 448 | 434 | 14   |
| 2e   | Olympiakos     | 10  | 6 | 4 | 2 | 490 | 450 | 40   |
| 3e   | Unicaja Malaga | 9   | 6 | 3 | 3 | 447 | 435 | 12   |
| 4e   | Kaunas         | 6   | 6 | 0 | 6 | 425 | 491 | -66  |

#### Groupe E
| - 1re journée Real Madrid - Maccabi Tel-Aviv : 90 - 75 Fortitudo Bologne - Ulker Istanbul : 87 - 69 - 2e journée Maccabi Tel-Aviv - Ulker Istanbul : 84 - 74 Real Madrid - Fortitudo Bologne : 92 - 76 - 3e journée Fortitudo Bologne - Maccabi Tel-Aviv : 84 - 89 Ulker Istanbul - Real Madrid : 69 - 71 |  | - 4e journée Maccabi Tel-Aviv - Real Madrid : 73 - 58 Ulker Istanbul - Fortitudo Bologne : 84 - 80 - 5e journée Maccabi Tel-Aviv - Fortitudo Bologne : 82 - 76 Real Madrid - Ulker Istanbul : 74-53 - 6e journée Ulker Istanbul - Maccabi Tel-Aviv : 66 - 88 Fortitudo Bologne - Real Madrid : 66 - 61 |

| Rang | Equipe            | Pts | J | V | D | Bp  | Bc  | Diff |
| ---- | ----------------- | --- | - | - | - | --- | --- | ---- |
| 1er  | Maccabi Tel-Aviv  | 11  | 6 | 5 | 1 | 491 | 448 | 43   |
| 2e   | Real Madrid       | 10  | 6 | 4 | 2 | 446 | 412 | 34   |
| 3e   | Fortitudo Bologne | 8   | 6 | 2 | 4 | 469 | 477 | -8   |
| 4e   | Ulker Istanbul    | 7   | 6 | 1 | 5 | 415 | 484 | -69  |

#### Groupe F
| - 1re journée Vilnius - CSKA Moscou : 48 - 66 Bamberg - Vitoria : 72 - 77 - 2e journée Vilnius - Bamberg : 79 - 67 CSKA Moscou - Vitoria : 82 - 76 - 3e journée Vitoria - Rytas : 96 - 89 Bamberg - CSKA Moscou : 64 - 75 |  | - 4e journée CSKA Moscou - Rytas : 79 - 69 Vitoria - Bamberg : 71 - 51 - 5e journée CSKA Moscou - Bamberg : 76 - 64 Rytas - Vitoria : 65 - 62 - 6e journée Bamberg -Rytas : 56 - 72 Vitoria - CSKA Moscou : 70 - 63 |

| Rang | Equipe      | Pts | J | V | D | Bp  | Bc  | Diff |
| ---- | ----------- | --- | - | - | - | --- | --- | ---- |
| 1er  | CSKA Moscou | 11  | 6 | 5 | 1 | 441 | 391 | 50   |
| 2e   | Vitoria     | 10  | 6 | 4 | 2 | 453 | 422 | 31   |
| 3e   | Rytas       | 9   | 6 | 3 | 3 | 422 | 427 | -5   |
| 4e   | Bamberg     | 6   | 6 | 0 | 6 | 374 | 450 | -76  |

#### Groupe G
| - 1re journée EP Istanbul - Benetton Trévise : 80 - 68 Cibona Zagreb - Panathinaïkos : 72 - 70 - 2e journée EP Istanbul - Cibona Zagreb : 63 - 69 Benetton Trévise - Panathinaïkos : 76 - 69 - 3e journée Cibona Zagreb - Benetton Trevise : 90 - 80 Panathinaïkos - EP Istanbul : 73 - 76 |  | - 4e journée Benetton Trevise - EP Istanbul : 94 - 87 Panathinaïkos - Cibona Zagreb : 88 - 69 - 5e journée Benetton Trevise - Cibona Zagreb : 88-80 Efen Pilsen Istanbul - Panathinaïkos : 56-66 - 6e journée Panathinaïkos - Benetton Trevise : 81 - 70 Cibona Zagreb - Efen Pilsen Istanbul : 77 - 84 |

| Rang | Equipe               | Pts | J | V | D | Bp  | Bc  | Diff |
| ---- | -------------------- | --- | - | - | - | --- | --- | ---- |
| 1er  | Panathinaïkos        | 9   | 6 | 3 | 3 | 447 | 422 | 25   |
| 2e   | Efen Pilsen Istanbul | 9   | 6 | 3 | 3 | 446 | 447 | -1   |
| 3e   | Benetton Trevise     | 9   | 6 | 3 | 3 | 479 | 488 | -9   |
| 4e   | Cibona Zagreb        | 9   | 6 | 3 | 3 | 458 | 473 | -15  |

### Quarts de finale
Les quarts de finale se déroulent au meilleur de trois matchs, la belle éventuelle se déroulant sur le terrain du club ayant reçu lors du match aller. Les matchs aller se jouent le 4 avril, les matchs retour le 6 avril et les matchs d'appui le 13 avril.
| Équipe           | Score | Équipe               | 1re manche | 2e manche | 3e manche |
| ---------------- | ----- | -------------------- | ---------- | --------- | --------- |
| CSKA Moscou      | 2 - 0 | Efes Pilsen İstanbul | 66 - 57    | 75 - 71   | -         |
| Panathinaïkos    | 1 - 2 | TAU Vitoria          | 84 - 72    | 79 - 85   | 71 - 74   |
| FC Barcelone     | 2 - 1 | Real Madrid          | 72 - 58    | 78 - 84   | 76 - 70   |
| Maccabi Tel-Aviv | 2 - 1 | Olympiakós           | 87 - 78    | 70 - 76   | 77 - 73   |

### Final Four
|  | Demi-finales          | Demi-finales          |                  |    | Finale                      | Finale                      |
|  | Demi-finales          | Demi-finales          |                  |    | Finale                      | Finale                      |
|  |                       |                       |                  |    |                             |                             |
|  | Ven 28 avril - Prague | Ven 28 avril - Prague |                  |    | Dim 30 avril 20:30 - Prague | Dim 30 avril 20:30 - Prague |
|  | Ven 28 avril - Prague | Ven 28 avril - Prague |                  |    | Dim 30 avril 20:30 - Prague | Dim 30 avril 20:30 - Prague |
|  | Maccabi Tel-Aviv      | 85                    |                  |    | Dim 30 avril 20:30 - Prague | Dim 30 avril 20:30 - Prague |
|  | Maccabi Tel-Aviv      | 85                    |                  |    | Dim 30 avril 20:30 - Prague | Dim 30 avril 20:30 - Prague |
|  | Tau Vitoria           | 70                    |                  |    | Dim 30 avril 20:30 - Prague | Dim 30 avril 20:30 - Prague |
|  | Tau Vitoria           | 70                    | Maccabi Tel-Aviv | 69 |                             |                             |
|  | Ven 28 avril - Prague |                       | Maccabi Tel-Aviv | 69 |                             |                             |
|  |                       | CSKA Moscou           | 73               |    |                             |                             |
|  | FC Barcelone          | CSKA Moscou           | 73               | 75 |                             |                             |
|  | FC Barcelone          |                       |                  | 75 |                             |                             |
|  | CSKA Moscou           | 84                    |                  |    |                             |                             |
|  | CSKA Moscou           | 84                    | 3e place         |    |                             |                             |
|  |                       |                       |                  |    |                             |                             |
|  | Dim 30 avril - Prague |                       |                  |    |                             |                             |
|  |                       |                       |                  |    |                             |                             |
|  | FC Barcelone          | 82                    |                  |    |                             |                             |
|  | FC Barcelone          | 82                    |                  |    |                             |                             |
|  | Tau Vitoria           | 87                    |                  |    |                             |                             |
|  | Tau Vitoria           | 87                    |                  |    |                             |                             |

## Équipe victorieuse
Joueurs : 
- N°4    Theodoros Papaloukas ( Grèce)
- N°5    Nikita Kurbanov ( Russie)
- N°6    Sergueï Panov ( Russie)
- N°7    Vassili Zavoruev ( Russie)
- N°8    Matjaž Smodiš ( Slovénie)
- N°9    David Vanterpool ( États-Unis)
- N°10   Jon Robert Holden ( Russie)
- N°11   Zakhar Pachoutine ( Russie)
- N°12   Vladimir Dyachok ( Russie)
- N°13   David Andersen ( Australie)
- N°14   Alekseï Savrassenko ( Russie)
- N°15   Anatoly Kashirov ( Russie)
- N°21   Trajan Langdon ( États-Unis)
- N°22   Thomas van den Spiegel ( Belgique)

Entraîneur :  Ettore Messina ( Italie)

## Meilleurs joueurs de la saison
| Catégorie                  | Joueur          | Équipe               | Statistiques |
| -------------------------- | --------------- | -------------------- | ------------ |
| Points par match           | Drew Nicholas   | Benetton Trévise     | 18,4         |
| Rebonds par match          | Dejan Milojević | KK Partizan Belgrade | 10,1         |
| Passes décisives par match | Pablo Prigioni  | TAU Vitoria          | 6,3          |

## Récompenses et performances
- MVP de la saison régulière  Anthony Parker (Maccabi Tel-Aviv)
- MVP du Final Four :  Theodoros Papaloukas (CSKA Moscou)
- Meilleur défenseur :  Dimítris Diamantídis (Panathinaïkos)
- Meilleur espoir (Rising Star) :  Andrea Bargnani (Benetton Trévise)
- Meilleur entraîneur :  Ettore Messina (CSKA Moscou)
- Trophée Alphonso Ford de meilleur marqueur :  Drew Nicholas (Benetton Trévise)
- Dirigeant de l'année (Club Executive of the Year) :  Sergey Kuschenko (CSKA Moscou)
- Équipe type de la compétition :

| - All-Euroleague First Team : Theodoros Papaloukas (CSKA Moscou) Juan Carlos Navarro (FC Barcelone) Anthony Parker (Maccabi Tel-Aviv) Luis Scola (Tau Vitoria) Nikola Vujčić (Maccabi Tel-Aviv) | - All-Euroleague Second Team : Pablo Prigioni (Tau Vitoria) Vassilis Spanoulis (Panathinaïkos) Trajan Langdon (CSKA Moscou) Jorge Garbajosa (Unicaja Malaga) Darjuš Lavrinovič (Žalgiris Kaunas) |

- MVP du mois : 
  - Novembre :  Kaya Peker (Efes Pilsen İstanbul)
  - Décembre :  Jorge Garbajosa (Tau Vitoria)
  - Janvier :  Juan Carlos Navarro (FC Barcelone)
  - Février :  Tyus Edney (Olympiakós)
  - Mars :  Maceo Baston (Maccabi Tel-Aviv)
  - Avril :  Trajan Langdon (CSKA Moscou)